# Fredschechterara
× Fredschechterara (abreviado Fre en el comercio) es un híbrido intergenérico entre los géneros de orquídeas Broughtonia × Cattleya × Epidendrum × Laelia × Schomburgkia. Fue publicado en Orchid Rev. 110(Suppl.): 83 (2002).